# Билименко Федір Трохимович
Федір Трохимович Билименко (народився 2 травня 1931 року в селі Плоске Носівського району Чернігівської області — помер 26 березня 1993) — Герой Соціалістичної Праці. Ланковий колгоспу імені Чапаєва.

## Життєпис
Народився в сім'ї колгоспників. Після закінчення школи в 1947 році навчався в Мринській школі механізації сільського господарства. 
З осені 1948 року він розпочав свою трудову діяльність механізатором у рідному селі.
Керував механізованою ланкою з вирощування картоплі у колгоспі ім. Чапаєва. 
Помер 26 березня 1993 р. і похований у рідному селі Плоске, якому віддав усе своє життя, свою працю, свою душу.

## Відзнаки
Виходив переможцем у соціалістичному змаганні серед механізаторів району, був нагороджений знаками «Ударник девятої п'ятирічки», «Ударник десятої п'ятирічки», «Ударник одинадцятої п'ятирічки». 
В 1970 році йому вручили медаль «За доблесну працю". 
В ознаменування 100-річчя з дня народження В. І. Леніна». За досягнуті успіхи у розвитку народного господарства СРСР Головний комітет ВДНГ СРСР нагороджує його Бронзовою медаллю (1973 р.), а в 1975 р. – Срібною і Золотою медалями ВДНГ СРСР.
8 квітня 1971 року за видатні успіхи у праці його було відзначено орденом Трудового Червоного Прапора, 8 грудня 1973 року нагороджено орденом Леніна, а 24 (за іншими даними 26) грудня 1976 року йому було присвоєно звання Героя Соціалістичної Праці з врученням золотої медалі «Серп і Молот» і другого ордена Леніна за високі врожаї картоплі.